# Hakea purpurea
Hakea purpurea (лат.) — кустарник, вид рода Хакея (Hakea) семейства Протейные (Proteaceae), эндемик Квинсленда и Нового Южного Уэльса. 

## Ботаническое описание
Hakea purpurea — плотный, прямой, слегка раскидистый куст высотой 0,3–3 м и шириной 1 м. Ветви либо гладкие, либо со сплющенными, шелковистыми волосками. Листья имеют игольчатую форму и делятся к вершине на 2-7 сегментов длиной 1,6–9,5 см, шириной 0,8–1,5 мм и заканчиваются острой вершиной 1–2 мм в длину. Листья густо покрыты короткими, спутанными, белыми или ржавыми волосками, с возрастом быстро становятся гладкими. Обильные красно-пурпурные цветки длиной до 3 см (1 дюйм) появляются весной в толстых гроздьях в пазухах листьев, иногда на старой древесине. За ними следуют гладко-яйцевидные капсулы из древесных семян, ширина которых составляет приблизительно 1,5 см (0,6 дюйма) и заканчивается перевернутым клювом.

## Таксономия
Вид Hakea purpurea был описан в 1848 году английским ботаником Джозефом Долтоном Гукером, который опубликовал описание в Journal of an Expedition into the Interior of Tropical Australia. Видовой эпитет — от латинского слова purpureus, означающего широкий, и sperma, означающего «пурпурный» или «тускло-красный с оттенком синего» в отношении окраски цветков.

## Распространение и местообитание
H. purpurea встречается в центральной части Квинсленда и отдельных холмах к северу от Йетмана в Новом Южном Уэльсе. Растёт в открытом лесу и пустошах, в основном в песчаных почвах.

## Культивирование
Этот вид является очень эффектным и подходит для выращивания в саду. H. purpurea толерантен к довольно сильным морозам, привлекает птиц, питающихся нектаром.